# Lanfranchi & Marchesini
Lanfranchi & Marchesini (nascido Stefano Lanfranchi e Raf Marchesini) são uma dupla de DJ's italianos. Sua primeira música foi Boys And Girls  lançada em março de 2009 produzido pela Universal Music. No mesmo ano saia o vídeo da música produzido por Simone Farina.